# マルクス・オペッリウス・アントニヌス・ディアドゥメニアヌス
マルクス・オペッリウス・アントニヌス・ディアドゥメニアヌス（ラテン語: Marcus Opellius Antoninus Diadumenianus、208年9月14日 - 218年）は、ローマ帝国の皇帝（217年 - 218年）であり、父マルクス・オペッリウス・マクリヌスの共同皇帝の地位にあった人物である。

## 概略
ディアドゥメニアヌスの出生地は文献にも記載は無い。ディアドゥメニアヌスの名は、ヒストリア・アウグスタによると、彼が赤子の時に羊膜ではなく細い額冠（ディアデマ）に覆われており、それに因んだ「ディアデマを有する者」（＝ディアデマトゥス）との言葉に由来すると伝えている。なお、母の名は「ノニア・ケルサ」（Nonia Celsa）とヒストリア・アウグスタに記載されている。
217年、当時プラエフェクトゥス・プラエトリオであった父マクリヌスが皇帝カラカラを殺害した。直ちにマクリヌスは軍隊の支持によってローマ皇帝に即位して、息子ディアドゥメニアヌスを副帝（後に共同皇帝）に指名した。また、マクリヌスはローマ市民に人気の高かったマルクス・アウレリウス・アントニヌス帝に由来する「アントニヌス」の名をディアドゥメニアヌスに名乗らせた。
218年、セウェルス家の生き残りでカラカラの従姉の息子であったウァリウス・アウィトゥス・バッシアヌス（後の皇帝ヘリオガバルス）を擁し、セウェルス朝支持勢力が蜂起した。マクリヌス軍はセウェルス朝勢力と戦ったが完敗を喫し、ディアドゥメニアヌスは父と共に逃亡したが、アンティオキア近郊で捕らえられて、殺害された。マクリヌス父子によるセウェルス朝に代わる王朝建設は失敗に終わり、同時にマクリヌスの血筋も絶えた。

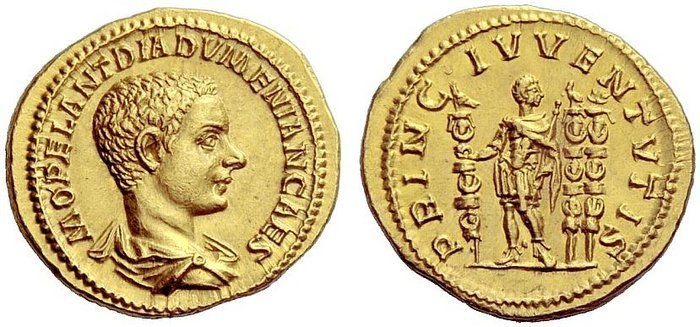
ディアドゥメニアヌスの硬貨